# Roinville (Essonne)
Roinville is een gemeente in het Franse departement Essonne (regio Île-de-France) en telt 1151 inwoners (2005). De plaats maakt deel uit van het arrondissement Étampes.

## Geografie
De oppervlakte van Roinville bedraagt 13,4 km², de bevolkingsdichtheid is 85,9 inwoners per km².
De onderstaande kaart toont de ligging van Roinville (Essonne) met de belangrijkste infrastructuur en aangrenzende gemeenten.

## Demografie
Onderstaande figuur toont het verloop van het inwonertal (bron: INSEE-tellingen).